# Hans Bothmann
Hans Johann Bothmann (Sohe, 11 novembre 1911 – Heide, 4 aprile 1946) è stato un militare tedesco delle SS, ultimo comandante del Campo di sterminio di Chełmno.

## Biografia, arresto e morte
Hans Bothmann, fu un Hauptsturmführer delle SS, nonché criminale di guerra durante la seconda guerra mondiale. Bothmann, nacque a Sohe l'11 novembre 1911. Nel novembre 1932 entrò nella Hitlerjugend e nel 1933 nelle SS. Nel settembre 1939 venne assegnato alla Polizia di Sicurezza di Poznań e promosso Hauptsturmführer (capitano) delle SS. Nella primavera 1942 fu assegnato al Campo di sterminio di Chełmno come comandante in sostituzione di Herbert Lange. Diresse le operazioni di sterminio di massa che costarono la vita a circa 300 000 persone. Nell'aprile 1943 Bothmann e gli 85 uomini delle SS che aveva comandato nel campo, vennero trasferiti in Jugoslavia formando il cosiddetto Sonderkommando Bothmann inquadrato nel battaglione di gendarmeria della divisione SS Prinz Eugen.
Nella primavera del 1944 Bothmann ed i suoi uomini vennero richiamati a Chełmno per riaprire il campo e ricominciare le operazioni di gassaggio che durarono tutto giugno e tutto luglio. Nell'agosto 1944 Bothmann e i suoi presero parte alla eliminazione del ghetto di Łódź. Successivamente venne assegnato alla Aktion 1005 con l'ordine di riesumare i cadaveri di Chelmno e bruciarli per cancellare le prove del massacro. Nel gennaio 1945 Bothmann raggiunse la Germania ma venne arrestato dagli inglesi. Si suicidò in carcere impiccandosi il 4 aprile 1946.